# André Phillips
André Lamar Phillips (Milwaukee, 5 settembre 1959) è un ex ostacolista statunitense, campione olimpico dei 400 metri ostacoli a Seul 1988.

## Palmarès
| Anno | Manifestazione  | Sede     | Evento   | Risultato | Prestazione | Note            |
| ---- | --------------- | -------- | -------- | --------- | ----------- | --------------- |
| 1983 | Mondiali        | Helsinki | 400 m hs | 5º        | 49"24       |                 |
| 1988 | Giochi olimpici | Seul     | 400 m hs | Oro       | 47"19       | Record olimpico |

## Altre competizioni internazionali
1985
- Oro in Coppa del mondo ( Canberra), 400 m hs - 48"42
- Oro in Coppa del mondo ( Canberra), 4×400 m - 3'00"71